# Kainita
La kainita es un mineral de la clase de los minerales sulfatos. Fue descubierta en 1865 en Sajonia-Anhalt (Alemania), siendo nombrada a partir del término griego "kainos", que significa "reciente" o "contemporáneo", en alusión a su reciente formación como mineral secundario. Sinónimos poco usados son: caenita, cainita o cenita.

## Características químicas
Es un sulfato de potasio y magnesio, con parte de los aniones sustituidos por cloruro, además está hidratado.

## Propiedades físicas
El hábito es de cristales tabulares gruesos; a menudo exhiben numerosas formas. Aparece como granular masivo, formando costras y racimos que recubren la superficie de cavidades y fisuras, en los cuales los cristales individuales pueden alcanzar grandes dimensiones de hasta diez centímetros.
El mineral puro es incoloro, pero es frecuente que presente impurezas que le dan variadas coloraciones: amarillo, marrón, verde-gris, rojo, violeta o azul. Incoloro bajo luz transmitida. Cuando es de color violeta se decolora a 150 °C. La variedad azul tiene como impureza H2S.
Tiene un sabor salado y amargo.

## Formación y yacimientos
Aparece en yacimientos de minerales del potasio de origen oceánico, como mineral secundario a partir de metamorfismo o por resolución a partir de las aguas subterráneas; rara vez un sublimado volcánico.
Suele encontrarse asociado a otros minerales como: silvita, halita, carnalita, kieserita, polihalita, langbeinita o picromerita.
Los principales yacimientos están en Alemania -cerca de donde se descubrió-, en Islandia y en Rusia.